# Jugendpflegeerlaß
Der preußische Jugendpflegeerlaß vom 18. Januar 1911 führte den Begriff der „Jugendpflege“ ein. Der Begriff wurde 1922 mit dem Reichsjugendwohlfahrtsgesetz (RJWG) durch „Jugendwohlfahrtspflege“ ersetzt. Preußen, das bis dahin nach dem Subsidiaritätsprinzip lediglich die Initiativen nichtstaatlicher Träger gefördert hatte, etablierte die Kinder- und Jugendarbeit als staatlich gefördertes Sozialisations- und Erziehungsfeld. Er integrierte zudem Elemente der vormilitärischen Erziehung in die allgemeine Jugendarbeit.